# Frozes

Frozes este o comună în departamentul Vienne, Franța. În 2009 avea o populație de 485 de locuitori.